# Zenó de Sidó
|  | Aquest article tracta sobre el filòsof del segle i aC. Si cerqueu el filòsof del segle iii aC, vegeu «Zenó de Sidó (fill de Museu)». |

|  | Per a altres significats, vegeu «Zenó (desambiguació)». |

Zenó de Sidó (grec antic: Ζήνων ο Σιδώνιος)  (Sidó, c. 150 aC - Atenes, c. 70 aC) fou un filòsof grec epicuri del segle i aC nadiu de la ciutat de Sidó (actualment Saida, al Líban).
Fou contemporani de Ciceró, qui va ser alumne seu a Atenes l'any 79 aC. Hom l'anomena a vegades Corifeu dels epicuris. Parlava d'altres filòsofs en termes poc respectuosos i, per exemple, anomenava a Sòcrates el bufó àtic. Fou deixeble d'Apol·lodor. Diògenes Laerci el descriu com un preclar i intel·ligent pensador i expositor de les seves idees, i Ciceró compateix aquestes consideracions.
Sembla que va ser un autor prolífic, però no s'ha conservat cap de les seves obres. Procle es refereix a ell en tant que crític d'Euclides. Va ser el cap de l'escola epicúrea durant el primer quart del segle I aC.
El que coneixem de la seva obra procedeix de la vil·la dels papirs d'Herculà, car el seu propietari, Luci Calpurni Pisó, havia tingut de servent a Filodem de Gàdara, deixeble de Zenó, i alguns dels papirs trobats d'aquest autor fan referència al seu mestre. Malauradament, aquests papirs només versen sobre teoria del coneixement i sobre matemàtiques. En aquests papirs es pot comprovar que les crítiques a Euclides estan força ben fonamentades i s'allunyen del radicalisme d'altres filòsofs epicuris.